# Рдесник пронизанолистий
Рдесник пронизанолистий (Potamogeton perfoliatus) — вид водних трав'янистих рослин родини рдесникові (Potamogetonaceae). Видова назва походить від латинського слова, у перекладі — пронизанолистий (відбиває особливості будови листків).

## Опис
Кореневища міцні, багаторічні. Стебла круглі в перетині, розгалужені, без плям, до 250 см. Листки всі занурені, від широкояйцеподібних до вузько довгасто-яйцеподібних, до 11.5 × 4.2 см (часто набагато коротші), від тупої до округлої форми, від світло- до темно-зеленого кольору, жовтуваті, оливкові або буруваті. Квіти непоказні. Плоди (горішки) сидячі, від зеленувато-коричневого до оливково-зеленого кольору, 2.6–4 мм. 2n = 52.
Рдесник пронизанолистий регулярно гібридизується з іншими видами, багато з цих гібридів багаторічні й довговічні, іноді трапляються за відсутності одного або навіть обох батьків. Тому слід дотримуватися обережності при ідентифікації незвичайних зразків.

## Поширення
Африка: Ефіопія; Алжир; Єгипет; Лівія. Кавказ: Азербайджан; Грузія; Російська Федерація. Азія: Китай; Японія: Афганістан; Єгипет — Синай; Іран; Ірак; Ізраїль; Йорданія; Туреччина; Пакистан. Європа: Білорусь; Естонія; Латвія; Литва; Молдова; Україна; Австрія; Бельгія; Чехія (регіонально зниклий); Німеччина; Угорщина; Нідерланди; Польща; Словаччина; Швейцарія; Данія; Фінляндія; Ірландія; Норвегія; Швеція; Об'єднане Королівство; Албанія; Болгарія; Хорватія; Греція; Італія; Чорногорія; Румунія; Сербія; Словенія; Франція; Португалія; Іспанія. Північна Америка: Канада; США, Гренландія. Австралія, Суматра і Гватемала. Натуралізований в інших місцях. Зрідка культивується.
Росте в стоячій і повільно проточній прісній воді в помірному кліматі. Часто трапляється в озерах, канавах, каналах, повільних річках і струмках, і терпимо ставиться до досить широкого діапазону рівнів поживних речовин. Також може терпіти певне забруднення і каламутність води, але не терпить висихання. Може зростати в солонуватих або гирлових місцях проживання, однак підвищені концентрації солей чинять негативний вплив як на зростання, так і цвітіння. У вапняних водах листя часто покриті світло-сірою кіркою карбонату кальцію.

## Використання
Вся рослина використовується як проносний засіб для великої рогатої худоби, а настій використовується при дизентерії у великої рогатої худоби. Плід є кормом для качок і гусей. Рослина є кормом для ондатри, бобра, оленя і лося. Листки і стебла заселяють макробезхребетні й надають притулок і можливості для поживи рибам.

## Галерея

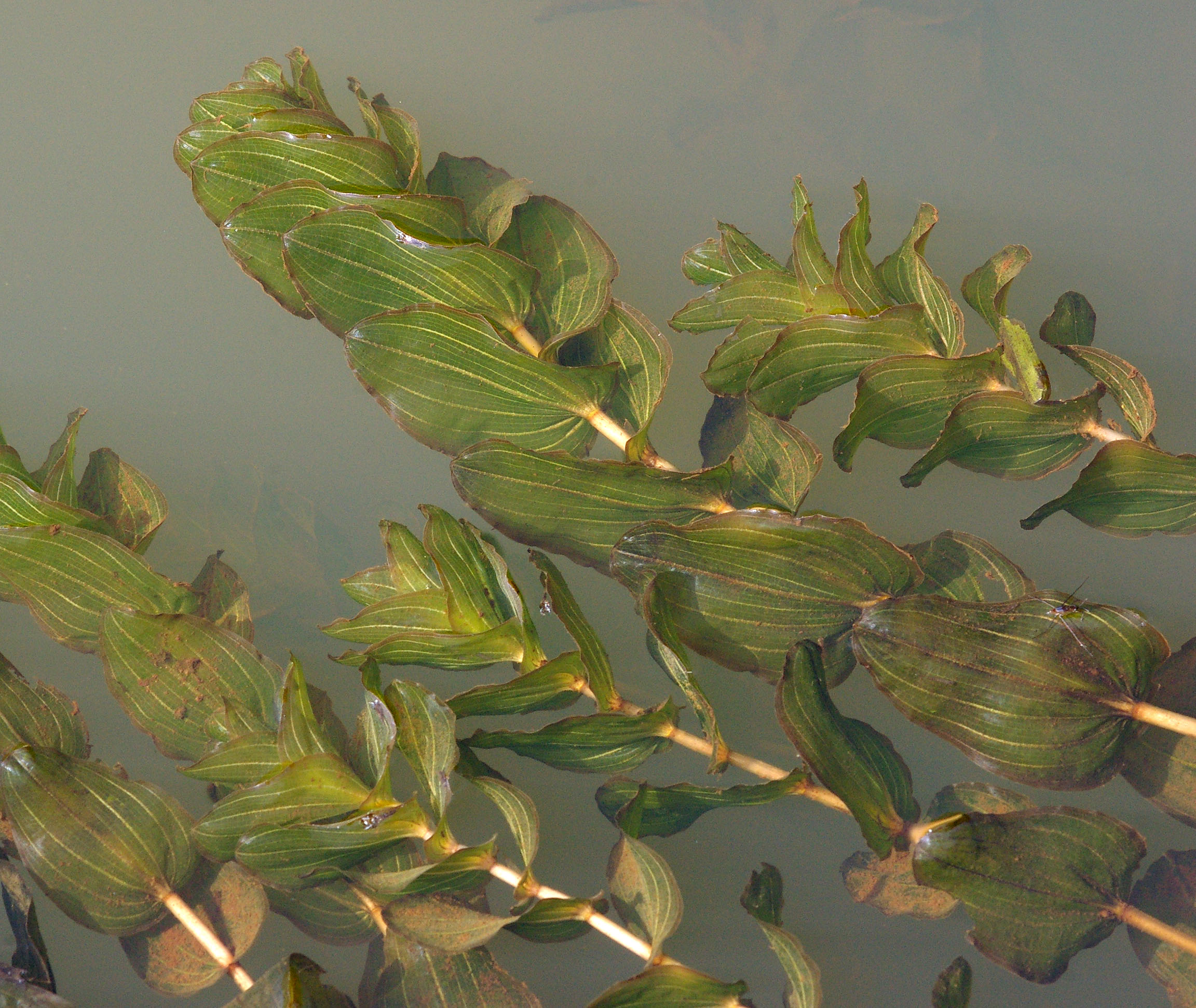
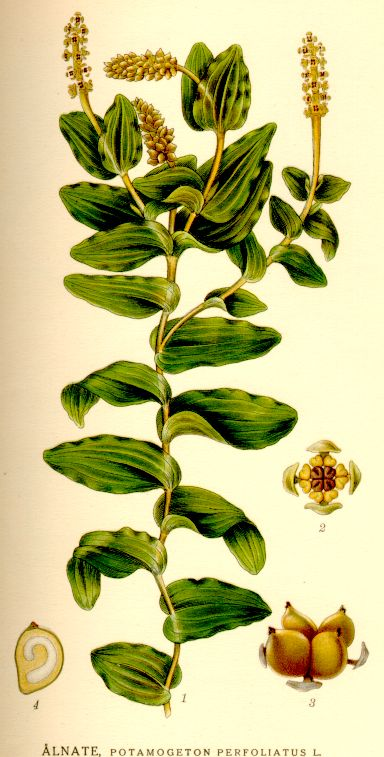